# Le Rival de Mickey
Pour plus de détails, voir Fiche technique et Distribution.
Le Rival de Mickey (Mickey's Rival), sorti le 20 juin 1936, est un dessin animé de Mickey Mouse produit par Walt Disney pour United Artists.

## Synopsis
Alors que Minnie Mouse et Mickey Mouse pique-niquent, Mortimer Mouse, un vieil ami de Minnie survient...

## Fiche technique
- Titre : Mickey's Rival
- Autres titres[1] :
  - Allemagne : Mickys Konkurrent
  - France : Le Rival de Mickey
  - Suède : Musse Piggs rival, Musses rival
- Série : Mickey Mouse
- Réalisateur : Wilfred Jackson
- Scénario : William Cottrell, Joe Grant, Bob Kuwahara
- Animateur : Clyde Geronimi, Dick Huemer, Ollie Johnston (non crédité)
- Voix : Walt Disney (Mickey), Marcellite Garner (Minnie), Sonny Dawson (Mortimer)
- Producteur : Walt Disney, John Sutherland
- Distributeur : United Artists
- Date de sortie : 20 juin 1936[2]
- Format d'image : Couleur
- Musique : Frank Churchill, Leigh Harline, Paul J. Smith
- Durée : 8 min
- Langue : (en)
- Pays :  États-Unis

## Voix françaises

### 1erdoublage (1988, VHS)
- Vincent Violette : Mickey Mouse
- Régine Teyssot : Minnie Mouse

### 2edoublage (1990)
- Jean-Paul Audrain : Mickey Mouse
- Régine Teyssot : Minnie Mouse
- Jean-Claude Donda : Mortimer Mouse

### 3edoublage (années 2010)
- Laurent Pasquier : Mickey Mouse
- Marie-Charlotte Leclaire : Minnie Mouse
- Cédric Dumond : Mortimer Mouse